# 高田京比子
高田 京比子（たかだ けいこ、1965年 - ）は、日本の歴史学者、西洋史研究者。専門は、中世イタリア史、ヴェネツィア史。神戸大学大学院人文学研究科教授。

## 略歴
京都大学文学部卒業。1997年京都大学大学院文学研究科西洋史学専攻博士課程単位取得退学。 1997年京都大学より博士（文学）の学位を取得。学位論文の題は「中世ヴェネツィアにおける家と親族：海洋型都市国家の構造・発展の諸相」。
京都大学人文科学研究所助手を経て、2000年より神戸大学文学部助教授、2007年、同准教授。2018年、同教授。

## 著作

### 単著
- 『中世ヴェネツィアの家族と権力』京都大学学術出版会、2017年。ISBN 978-4-8140-0069-2

### 共編
- 高田京比子・三成美保・長志珠絵『〈母〉を問う：母の比較文化史』神戸大学出版会（発売：神戸新聞総合出版センター）2021年。ISBN 978-4-909364-10-4
- 高田京比子・田中俊之・轟木広太郎・中村敦子・小林功『中近世ヨーロッパ史のフロンティア』昭和堂、2021年。ISBN 978-4-8122-2111-2

### 分担執筆
- 「メディアとしての聖地巡礼記：中世地中海世界の情報網」前川和也編著『コミュニケーションの社会史』ミネルヴァ書房、2001年。
- 「支配のかたち」齊藤寛海・山辺規子・藤内哲也編著『イタリア都市社会史入門』昭和堂、2008年。
- 「中世地中海における人の移動：キプロスとクレタの「ヴェネツィア人」」前川和也編著『空間と移動の社会史』ミネルヴァ書房、2009年。
- 「交易にはポー川を通るべし：ヴェネツィアと内陸近隣諸都市の争い・秩序」服部良久編著『中・近世ヨーロッパにおけるコミュニケーション：紛争と秩序のタペストリー』ミネルヴァ書房、2015年。
- 「権力を世襲する家の実像は：中世ヴェネツィア都市貴族の家意識」佐藤昇編、神戸大学文学部史学講座『歴史の見方・考え方：大学で学ぶ「考える歴史」』山川出版社、2018年。
- 「準都市と河川：バッサーノとブレンタ川」伊藤毅編『イタリアの中世都市：アゾロの建築から領域まで』鹿島出版会、2020年[3]。
- 「川が結ぶ北イタリア：中世のポー川と都市間交渉」イタリア史研究会編『イタリア史研究のフロンティア』昭和堂、2022年。

### 論文
- 「CiNii Research」国立情報学研究所。